# Qüestió de Carèlia

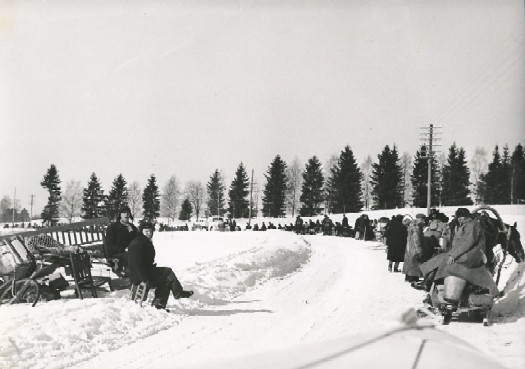
Evacuació de la Carèlia finlandesa (1940).

La Qüestió de Carèlia en finès:Karjala-kysymys és una disputa política finlandesa sobre si s'ha de tractar o no d'intentar recuperar la sobirania sobre la Carèlia Finlandesa i altres territoris cedits a la Unió Soviètica i actualment parts de Rússia, a conseqüència de la Guerra d'Hivern i la Guerra de Continuació. Malgrat el nom de "Qüestió de Carèlia", aquest terme pot referir-se també a la recuperació del Petsamo, parts cedides de Salla i Kuusamo a més de quatre illes del Golf de Finlàndia. Aquesta qüestió és més un debat públic que polític, ja que cap partit significatiu finlandès dona suport a aquesta idea.

## Història
La qüestió de Carèlia sorgeix quan Finlàndia es va veure forçada a cedir territoris a la Unió Soviètica després de la Guerra d'Hivern en el Tractat de Pau de Moscou de 1940. La majoria dels ciutadans finlandesos van ser evacuats. També la majoria tornaren durant la Guerra de Continuació i van ser tornats a evacuar el 1944. Els evacuats van ser parcialment compensats econòmicament i, per exemple, els grangers reberen parcel·les de terra i granges prèviament confiscades per l'estat finlandès. Com que la majoria dels evacuats eren de Carèlia es va anomenar com La qüestió de Carèlia.
Durant la Guerra Freda,el polític nascut a Carèlia Johannes Virolainen va maldar pel retorn de Carèlia. El president Urho Kekkonen també tractà de tornar a adquirir aquest territori, especialment quan la Unió Soviètica tornà a Finlàndia la península de Porkkala el 1956. Però la iniciativa presidencial no va tenir èxit. La darrera vegada que Kekkonen ho intentà va ser el 1972, també sense aconseguir-ho ni interessar als polítics en general.
Després de la caiguda de la Unió Soviètica la qüestió de Carèlia tornà a sortir. Segons el diari de Finlàndia Helsingin Sanomat d'agost de 2007, el president de Rússia Borís Ieltsin de manera no oficial oferí vendre Carèlia a Finlàndia l'any 1991. Però els líders polítics finlandesos i el viceprimer ministre rus, negaren que hi hagués aquesta oferta. S'ha calculat el preu de venda en 15 bilions de dòlars.

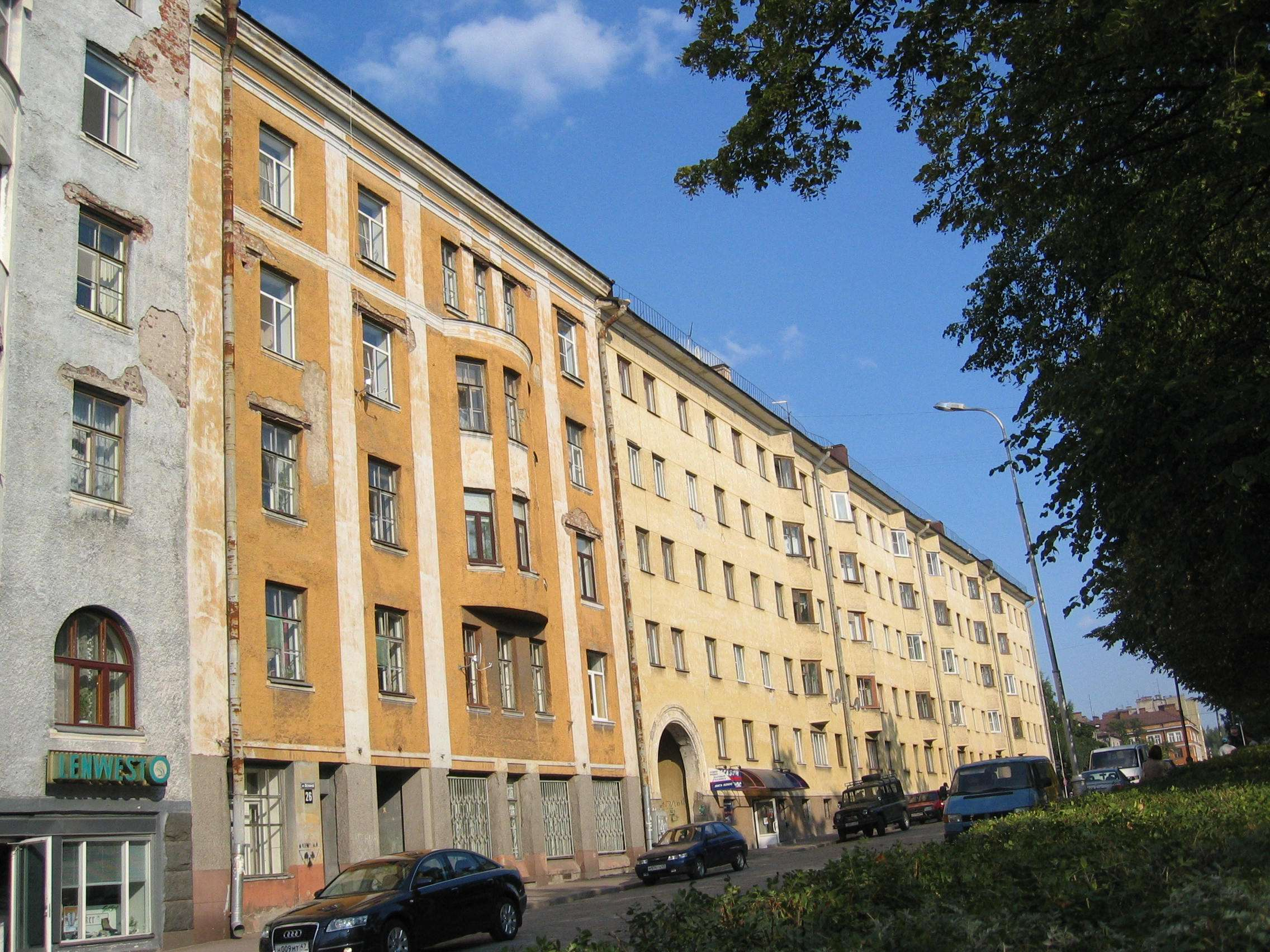
Molts edificis de l'època finlandesa es troben encara a Vyborg

Actualment, cap partit polític important de Finlàndia dona suport al retorn de Carèlia però hi ha grups interessats. Hi ha un grup ProKarelia i polítics com Ari Vatanen li donen suport. Altres que s'hi oposen argumenten que Finlàndia va signar un tractat de pau amb la Unió Soviètica i no hi ha cas.
L'opinió pública finlandesa mostra que actualment un 30% dels finlandesos li agradaria el retorn de Carèlia i un 62% s'hi oposa.